# Хоган, Фил
Фил Хоган (ирл. Phil Hogan, род. 4 июля 1960) — ирландский политический деятель. Европейский комиссар по торговле (2019—2020), европейский комиссар по сельскому хозяйству и развитию сельских районов (2014—2019).

## Биография
Хоган родился в 1960 году в Килкенни, является выпускником Ирландского национального университета в Корке. С 1981 по 1983 год работал на семейной ферме. Политической деятельностью начал заниматься в 1982 году, став членом совета графства Килкенни, где также занимал пост председателя в 1985—1986 и 1989—1990 годы. C 1987 по 1989 год Хоган заседал в Сенате Ирландии, а на выборах 1989 года был избран в Дойл Эрен — нижнюю палату парламента. В течение последующих пяти лет он занимал ряд должностей в области пищевой промышленности, защиты прав потребителей и региональной политики.
С 1994 по 1995 год занимал пост министра в Министерстве финансов Ирландии. Хоган был вынужден уйти в отставку с этой должности после того, как один из сотрудников разослал детали бюджета журналистам до его официального объявления. Вскоре Хоган был избран председателем парламентской группы Фине Гэл и пребывал в этой должности до 2001 года.
В преддверии выборов 2002 года он получил пост директора организации партии Фине Гэл. Вслед за неудовлетворительными для партии результатами на выборах, Майкл Нунан оставил пост лидера Фине Гэл, и Хоган стал одним из кандидатов на последующих выборах партийного руководителя, однако в итоге эту должность занял Энда Кенни. В 2011 году Хоган был избран министром окружающей среды, общин и местного самоуправления Ирландии. С 1 ноября 2014 года по 30 ноября 2019 года он являлся европейским комиссаром по сельскому хозяйству и развитию сельских районов в Комиссии Юнкера, покинул пост 30 ноября 2019 года.
В следующей Комиссии фон дер Ляйен назначен европейским комиссаром по торговле. Подал в отставку 26 августа 2020 года на фоне скандала, связанного с его участием 19 августа в гала-ужине парламентского общества гольфа Oireachtas Golf Society («Гольфгейт») в ирландском городке Клифден. Мероприятие грубо нарушило правительственные правила по борьбе с пандемией COVID-19.